# Francesco Maria de' Medici

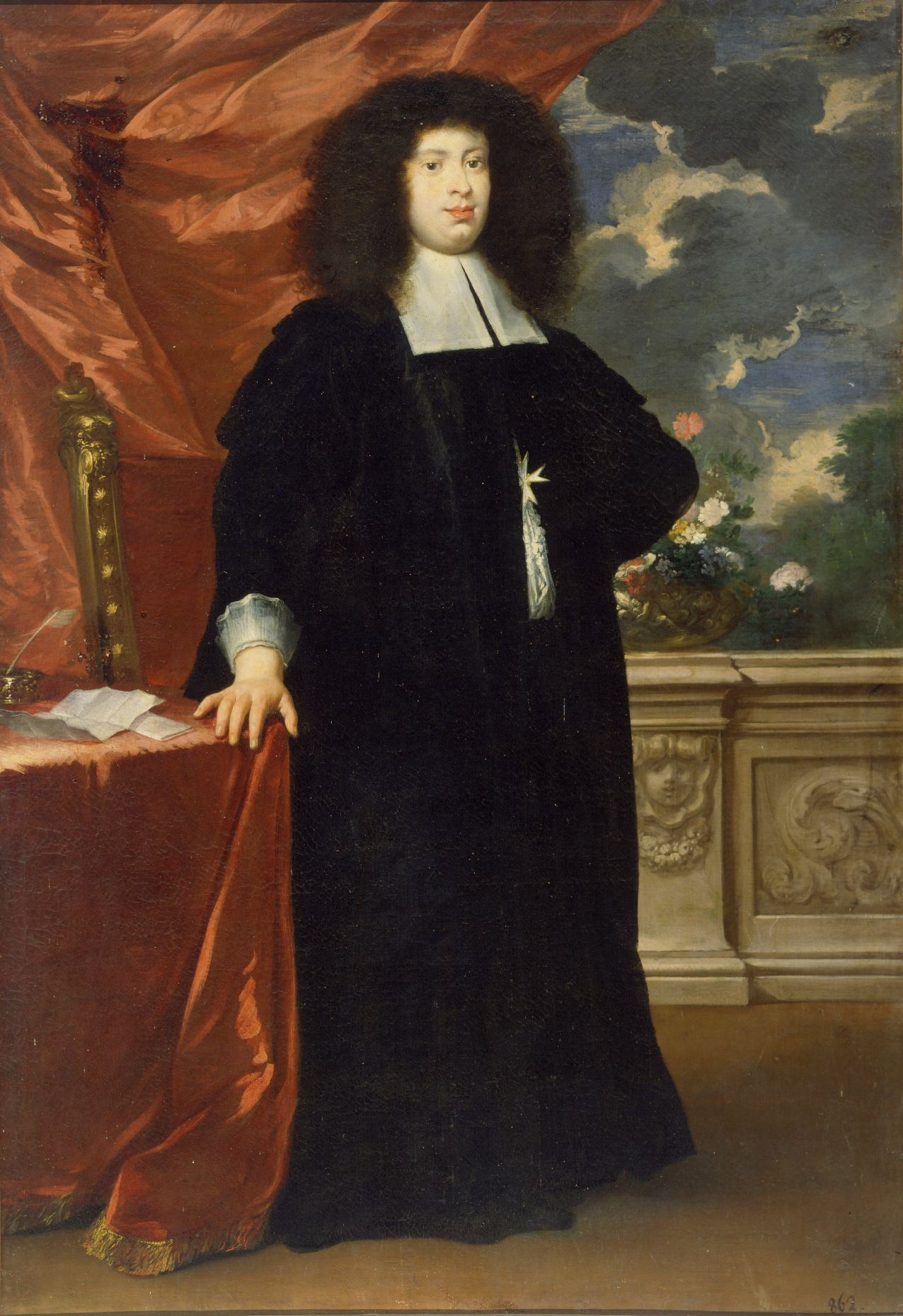
Francesco Maria de Medici in een portret van Justus Sustermans

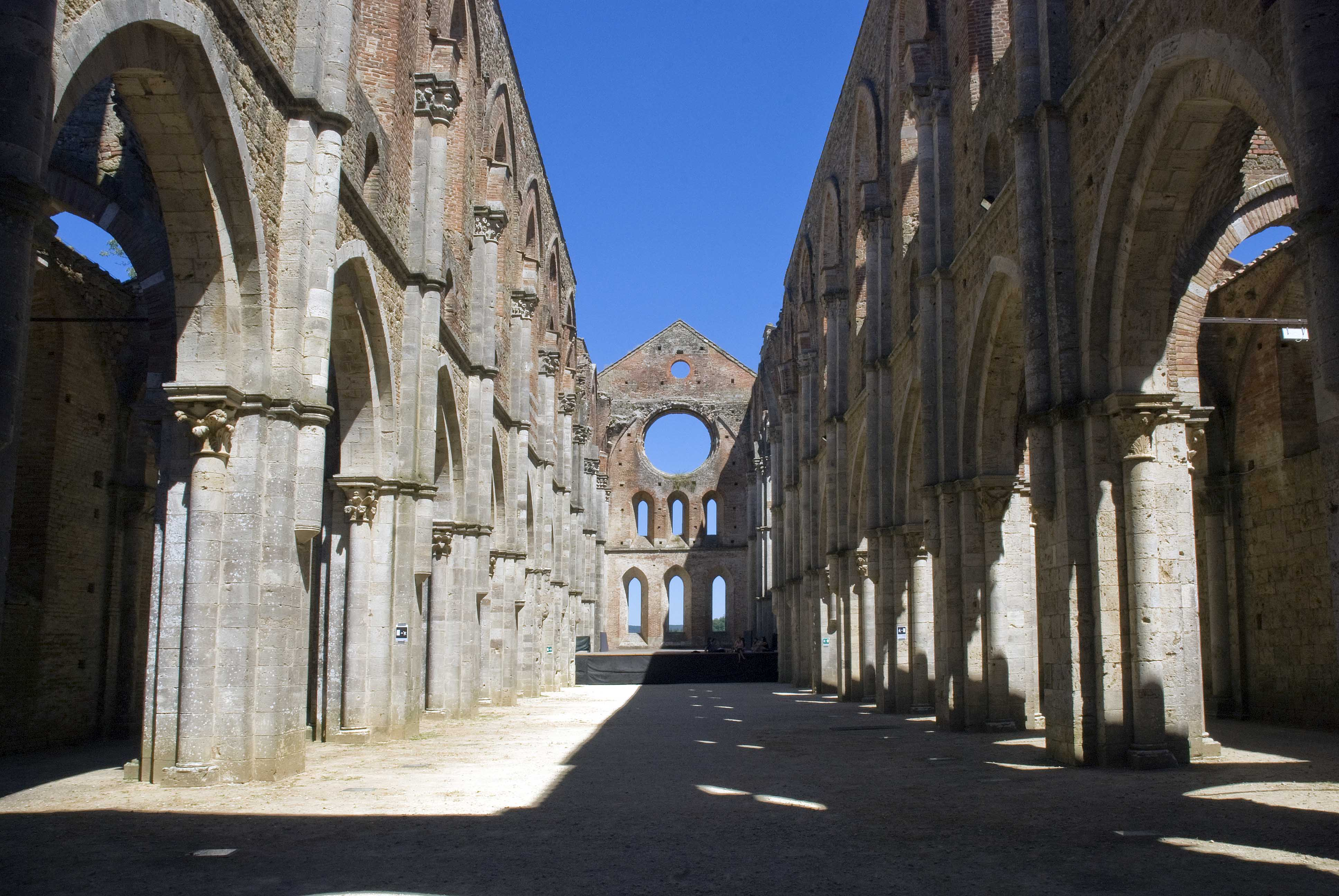
Voormalige abdij van San Galgano (Siena)

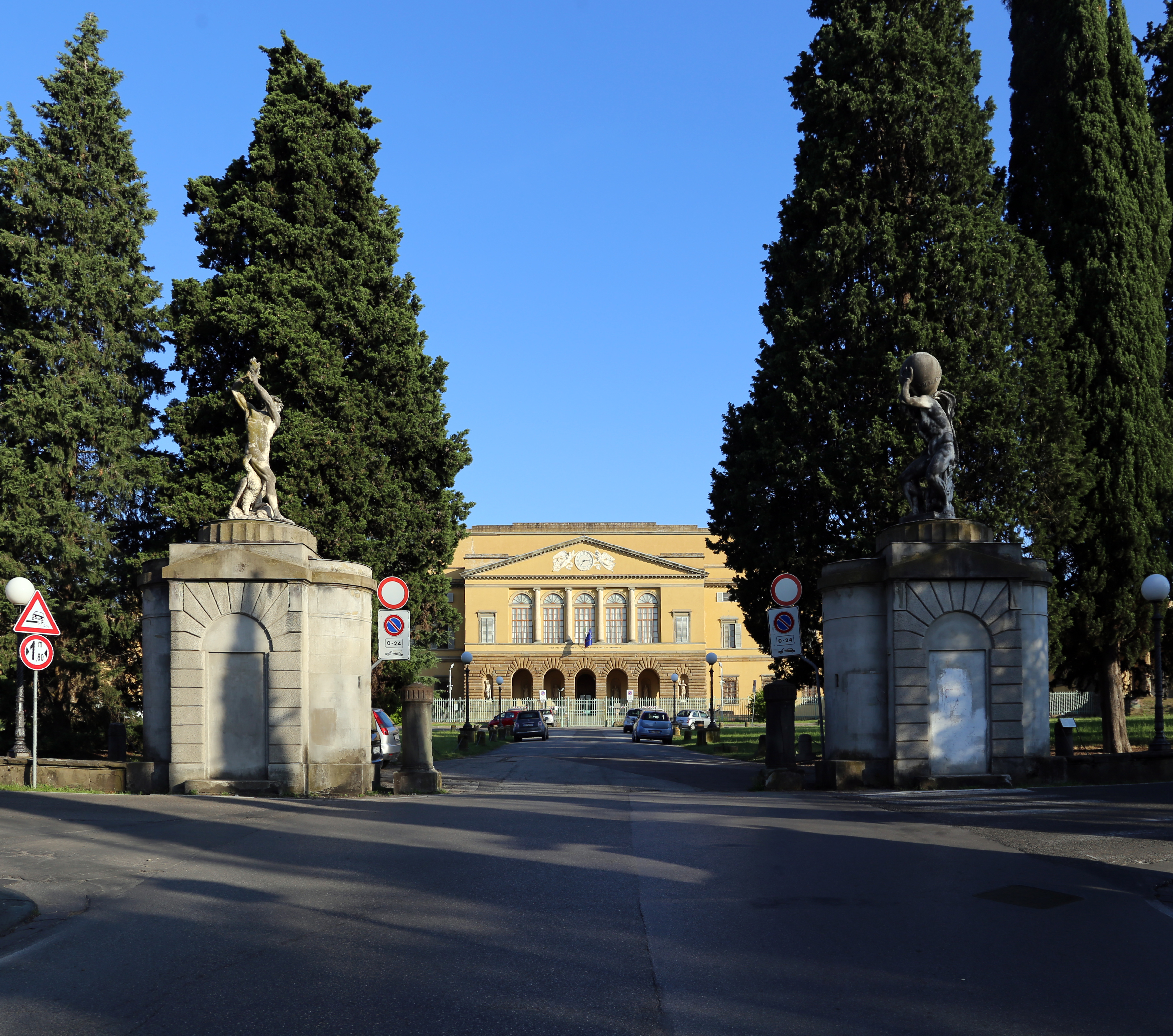
Villa del Poggio Imperiale, in Firenze, Italië

Francesco Maria de’ Medici (Firenze, 12 november 1660 – Firenze, 3 februari 1711) was een kardinaal in het groothertogdom Toscane. Omwille van dreigend uitsterven van het Huis de Medici huwde hij met Eleonora Louise de Guastalla.

## Levensloop
Hij was de jongste zoon van Ferdinando II de' Medici, groothertog van Toscane, en Vittoria della Rovere. Reeds op jonge leeftijd trad hij in dienst van de Roomse kerk. Zo was hij groot-prior van de Orde van Malta in de stad Pisa, alsook titulair abt van de Sint Galgano-abdij der cisterciënzers nabij Siena en de Sint Stefano-abdij van Due Carrare.
In 1683 vertrouwde zijn oudere broer, Cosimo III de' Medici, groothertog van Toscane, hem het ambt toe van gouverneur van Siena.
In 1686 kreeg Francesco Maria de Medici de kardinaalshoed uit handen van paus Innocentius XI. De paus schonk hem dispensatie omdat hij de lagere wijdingen nog niet ontvangen had, en dus ook niet de priesterwijding. De Medici werd kardinaal-diaken van de Santa Maria in Domnica kerk in Rome. In Firenze verbleef hij in een van de paleizen van de groothertogelijke familie, namelijk in de villa del Poggio Imperiale. Hij verzamelde er kunst en muziekstukken.
Omwille van diensten verleend aan het Franse koningshuis werd hij titulair abt van de abdij Sainte-Rictrude et Saint-Pierre in Marchiennes (1703); dit was een benedictijnenabdij in Frans-Vlaanderen. Hij ontving nadien ook de titel van abt van de benedictijnenabdij van Sint-Amands (1708), gelegen in Saint-Amand-les-Eaux in het meest oostelijk gelegen deel van Frans-Vlaanderen.
Het Huis de Medici dreigde uit te sterven tijdens het bestuur van Cosimo III. Cosimo III verplichtte hem de kardinaalshoed terug te geven en de geestelijkheid te verlaten (1709). Francesco Maria de Medici huwde datzelfde jaar met Eleonora Luisa uit het Huis Gonzaga. Eleonora Luisa was 25 jaar jonger en zij huwde tegen haar zin. Cosimo III schonk zijn broer de titel van prins van Siena ter gelegenheid van het huwelijk. Het huwelijk werd voltrokken per volmacht. Eleonora Luisa vreesde de geslachtsziekten van de voormalige kardinaal; de Medici zelf deed weinig moeite om het huwelijk te redden. Het huwelijk bleef kinderloos.
Francesco Maria de Medici stierf in 1711. Hij is de laatste kardinaal geweest van het Huis de Medici.
Hij werd begraven in de San Lorenzo in Firenze, waar talrijke leden van de Medici-familie begraven zijn.

## Kwartierstaat
| Ferdinando I de' Medici (1549-1609) | Ferdinando I de' Medici (1549-1609) | Ferdinando I de' Medici (1549-1609) | Ferdinando I de' Medici (1549-1609) | Ferdinando I de' Medici (1549-1609) | Ferdinando I de' Medici (1549-1609) | Christine van Lotharingen (1565-1637) | Christine van Lotharingen (1565-1637) | Christine van Lotharingen (1565-1637) | Christine van Lotharingen (1565-1637) | Christine van Lotharingen (1565-1637) | Christine van Lotharingen (1565-1637) |                                      |                                      | Karel II van Oostenrijk (1540-1590)  | Karel II van Oostenrijk (1540-1590)  | Karel II van Oostenrijk (1540-1590)        | Karel II van Oostenrijk (1540-1590)        | Karel II van Oostenrijk (1540-1590)        | Karel II van Oostenrijk (1540-1590)        | Maria Anna van Beieren (1551-1608)         | Maria Anna van Beieren (1551-1608)         | Maria Anna van Beieren (1551-1608) | Maria Anna van Beieren (1551-1608) | Maria Anna van Beieren (1551-1608) | Maria Anna van Beieren (1551-1608) |  |  | Francesco Maria II della Rovere (1549-1631) | Francesco Maria II della Rovere (1549-1631) | Francesco Maria II della Rovere (1549-1631) | Francesco Maria II della Rovere (1549-1631) | Francesco Maria II della Rovere (1549-1631) | Francesco Maria II della Rovere (1549-1631) | Livia della Rovere (1585-1641)           | Livia della Rovere (1585-1641)           | Livia della Rovere (1585-1641)           | Livia della Rovere (1585-1641)           | Livia della Rovere (1585-1641)    | Livia della Rovere (1585-1641)    |                                   |                                   | Ferdinando I de' Medici (1549-1609) | Ferdinando I de' Medici (1549-1609) | Ferdinando I de' Medici (1549-1609) | Ferdinando I de' Medici (1549-1609) | Ferdinando I de' Medici (1549-1609) | Ferdinando I de' Medici (1549-1609) | Christine van Lotharingen (1565-1637) | Christine van Lotharingen (1565-1637) | Christine van Lotharingen (1565-1637) | Christine van Lotharingen (1565-1637) | Christine van Lotharingen (1565-1637) | Christine van Lotharingen (1565-1637) |  |  |  |  |  |  |  |  |  |  |  |  |  |  |  |  |  |  |  |  |  |  |  |  |  |  |  |  |  |  |  |  |  |  |  |  |  |  |  |  |  |  |  |  |  |  |  |  |
| Ferdinando I de' Medici (1549-1609) | Ferdinando I de' Medici (1549-1609) | Ferdinando I de' Medici (1549-1609) | Ferdinando I de' Medici (1549-1609) | Ferdinando I de' Medici (1549-1609) | Ferdinando I de' Medici (1549-1609) | Christine van Lotharingen (1565-1637) | Christine van Lotharingen (1565-1637) | Christine van Lotharingen (1565-1637) | Christine van Lotharingen (1565-1637) | Christine van Lotharingen (1565-1637) | Christine van Lotharingen (1565-1637) |                                      |                                      | Karel II van Oostenrijk (1540-1590)  | Karel II van Oostenrijk (1540-1590)  | Karel II van Oostenrijk (1540-1590)        | Karel II van Oostenrijk (1540-1590)        | Karel II van Oostenrijk (1540-1590)        | Karel II van Oostenrijk (1540-1590)        | Maria Anna van Beieren (1551-1608)         | Maria Anna van Beieren (1551-1608)         | Maria Anna van Beieren (1551-1608) | Maria Anna van Beieren (1551-1608) | Maria Anna van Beieren (1551-1608) | Maria Anna van Beieren (1551-1608) |  |  | Francesco Maria II della Rovere (1549-1631) | Francesco Maria II della Rovere (1549-1631) | Francesco Maria II della Rovere (1549-1631) | Francesco Maria II della Rovere (1549-1631) | Francesco Maria II della Rovere (1549-1631) | Francesco Maria II della Rovere (1549-1631) | Livia della Rovere (1585-1641)           | Livia della Rovere (1585-1641)           | Livia della Rovere (1585-1641)           | Livia della Rovere (1585-1641)           | Livia della Rovere (1585-1641)    | Livia della Rovere (1585-1641)    |                                   |                                   | Ferdinando I de' Medici (1549-1609) | Ferdinando I de' Medici (1549-1609) | Ferdinando I de' Medici (1549-1609) | Ferdinando I de' Medici (1549-1609) | Ferdinando I de' Medici (1549-1609) | Ferdinando I de' Medici (1549-1609) | Christine van Lotharingen (1565-1637) | Christine van Lotharingen (1565-1637) | Christine van Lotharingen (1565-1637) | Christine van Lotharingen (1565-1637) | Christine van Lotharingen (1565-1637) | Christine van Lotharingen (1565-1637) |  |  |  |  |  |  |  |  |  |  |  |  |  |  |  |  |  |  |  |  |  |  |  |  |  |  |  |  |  |  |  |  |  |  |  |  |  |  |  |  |  |  |  |  |  |  |  |  |
|                                     |                                     |                                     |                                     |                                     |                                     |                                       |                                       |                                       |                                       |                                       |                                       |                                      |                                      |                                      |                                      |                                            |                                            |                                            |                                            |                                            |                                            |                                    |                                    |                                    |                                    |  |  |                                             |                                             |                                             |                                             |                                             |                                             |                                          |                                          |                                          |                                          |                                   |                                   |                                   |                                   |                                     |                                     |                                     |                                     |                                     |                                     |                                       |                                       |                                       |                                       |                                       |                                       |  |  |  |  |  |  |  |  |  |  |  |  |  |  |  |  |  |  |  |  |  |  |  |  |  |  |  |  |  |  |  |  |  |  |  |  |  |  |  |  |  |  |  |  |  |  |  |  |
|                                     |                                     |                                     |                                     | Cosimo II de' Medici (1590-1621)    | Cosimo II de' Medici (1590-1621)    | Cosimo II de' Medici (1590-1621)      | Cosimo II de' Medici (1590-1621)      | Cosimo II de' Medici (1590-1621)      | Cosimo II de' Medici (1590-1621)      |                                       |                                       |                                      |                                      |                                      |                                      | Maria Magdalena van Oostenrijk (1589-1631) | Maria Magdalena van Oostenrijk (1589-1631) | Maria Magdalena van Oostenrijk (1589-1631) | Maria Magdalena van Oostenrijk (1589-1631) | Maria Magdalena van Oostenrijk (1589-1631) | Maria Magdalena van Oostenrijk (1589-1631) |                                    |                                    |                                    |                                    |  |  |                                             |                                             |                                             |                                             | Frédéric Ubaldo della Rovere (1605-1623)    | Frédéric Ubaldo della Rovere (1605-1623)    | Frédéric Ubaldo della Rovere (1605-1623) | Frédéric Ubaldo della Rovere (1605-1623) | Frédéric Ubaldo della Rovere (1605-1623) | Frédéric Ubaldo della Rovere (1605-1623) |                                   |                                   |                                   |                                   |                                     |                                     | Claudia de' Medici (1604-1648)      | Claudia de' Medici (1604-1648)      | Claudia de' Medici (1604-1648)      | Claudia de' Medici (1604-1648)      | Claudia de' Medici (1604-1648)        | Claudia de' Medici (1604-1648)        |                                       |                                       |                                       |                                       |  |  |  |  |  |  |  |  |  |  |  |  |  |  |  |  |  |  |  |  |  |  |  |  |  |  |  |  |  |  |  |  |  |  |  |  |  |  |  |  |  |  |  |  |  |  |  |  |
|                                     |                                     |                                     |                                     | Cosimo II de' Medici (1590-1621)    | Cosimo II de' Medici (1590-1621)    | Cosimo II de' Medici (1590-1621)      | Cosimo II de' Medici (1590-1621)      | Cosimo II de' Medici (1590-1621)      | Cosimo II de' Medici (1590-1621)      |                                       |                                       |                                      |                                      |                                      |                                      | Maria Magdalena van Oostenrijk (1589-1631) | Maria Magdalena van Oostenrijk (1589-1631) | Maria Magdalena van Oostenrijk (1589-1631) | Maria Magdalena van Oostenrijk (1589-1631) | Maria Magdalena van Oostenrijk (1589-1631) | Maria Magdalena van Oostenrijk (1589-1631) |                                    |                                    |                                    |                                    |  |  |                                             |                                             |                                             |                                             | Frédéric Ubaldo della Rovere (1605-1623)    | Frédéric Ubaldo della Rovere (1605-1623)    | Frédéric Ubaldo della Rovere (1605-1623) | Frédéric Ubaldo della Rovere (1605-1623) | Frédéric Ubaldo della Rovere (1605-1623) | Frédéric Ubaldo della Rovere (1605-1623) |                                   |                                   |                                   |                                   |                                     |                                     | Claudia de' Medici (1604-1648)      | Claudia de' Medici (1604-1648)      | Claudia de' Medici (1604-1648)      | Claudia de' Medici (1604-1648)      | Claudia de' Medici (1604-1648)        | Claudia de' Medici (1604-1648)        |                                       |                                       |                                       |                                       |  |  |  |  |  |  |  |  |  |  |  |  |  |  |  |  |  |  |  |  |  |  |  |  |  |  |  |  |  |  |  |  |  |  |  |  |  |  |  |  |  |  |  |  |  |  |  |  |
|                                     |                                     |                                     |                                     |                                     |                                     |                                       |                                       |                                       |                                       | Ferdinando II de' Medici (1610-1670)  | Ferdinando II de' Medici (1610-1670)  | Ferdinando II de' Medici (1610-1670) | Ferdinando II de' Medici (1610-1670) | Ferdinando II de' Medici (1610-1670) | Ferdinando II de' Medici (1610-1670) |                                            |                                            |                                            |                                            |                                            |                                            |                                    |                                    |                                    |                                    |  |  |                                             |                                             |                                             |                                             |                                             |                                             |                                          |                                          |                                          |                                          | Vittoria della Rovere (1622-1694) | Vittoria della Rovere (1622-1694) | Vittoria della Rovere (1622-1694) | Vittoria della Rovere (1622-1694) | Vittoria della Rovere (1622-1694)   | Vittoria della Rovere (1622-1694)   |                                     |                                     |                                     |                                     |                                       |                                       |                                       |                                       |                                       |                                       |  |  |  |  |  |  |  |  |  |  |  |  |  |  |  |  |  |  |  |  |  |  |  |  |  |  |  |  |  |  |  |  |  |  |  |  |  |  |  |  |  |  |  |  |  |  |  |  |
|                                     |                                     |                                     |                                     |                                     |                                     |                                       |                                       |                                       |                                       | Ferdinando II de' Medici (1610-1670)  | Ferdinando II de' Medici (1610-1670)  | Ferdinando II de' Medici (1610-1670) | Ferdinando II de' Medici (1610-1670) | Ferdinando II de' Medici (1610-1670) | Ferdinando II de' Medici (1610-1670) |                                            |                                            |                                            |                                            |                                            |                                            |                                    |                                    |                                    |                                    |  |  |                                             |                                             |                                             |                                             |                                             |                                             |                                          |                                          |                                          |                                          | Vittoria della Rovere (1622-1694) | Vittoria della Rovere (1622-1694) | Vittoria della Rovere (1622-1694) | Vittoria della Rovere (1622-1694) | Vittoria della Rovere (1622-1694)   | Vittoria della Rovere (1622-1694)   |                                     |                                     |                                     |                                     |                                       |                                       |                                       |                                       |                                       |                                       |  |  |  |  |  |  |  |  |  |  |  |  |  |  |  |  |  |  |  |  |  |  |  |  |  |  |  |  |  |  |  |  |  |  |  |  |  |  |  |  |  |  |  |  |  |  |  |  |
|                                     |                                     |                                     |                                     |                                     |                                     |                                       |                                       |                                       |                                       |                                       |                                       |                                      |                                      |                                      |                                      |                                            |                                            |                                            |                                            |                                            |                                            |                                    |                                    |                                    |                                    |  |  |                                             |                                             |                                             |                                             |                                             |                                             |                                          |                                          |                                          |                                          |                                   |                                   |                                   |                                   |                                     |                                     |                                     |                                     |                                     |                                     |                                       |                                       |                                       |                                       |                                       |                                       |  |  |  |  |  |  |  |  |  |  |  |  |  |  |  |  |  |  |  |  |  |  |  |  |  |  |  |  |  |  |  |  |  |  |  |  |  |  |  |  |  |  |  |  |  |  |  |  |
|                                     |                                     |                                     |                                     |                                     |                                     |                                       |                                       |                                       |                                       |                                       |                                       |                                      |                                      |                                      |                                      |                                            |                                            |                                            |                                            |                                            |                                            |                                    |                                    |                                    |                                    |  |  |                                             |                                             |                                             |                                             |                                             |                                             |                                          |                                          |                                          |                                          |                                   |                                   |                                   |                                   |                                     |                                     |                                     |                                     |                                     |                                     |                                       |                                       |                                       |                                       |                                       |                                       |  |  |  |  |  |  |  |  |  |  |  |  |  |  |  |  |  |  |  |  |  |  |  |  |  |  |  |  |  |  |  |  |  |  |  |  |  |  |  |  |  |  |  |  |  |  |  |  |
|                                     |                                     |                                     |                                     |                                     |                                     |                                       |                                       |                                       |                                       |                                       |                                       |                                      |                                      |                                      |                                      |                                            |                                            | Cosimo III de' Medici (1642-1723)          | Cosimo III de' Medici (1642-1723)          | Cosimo III de' Medici (1642-1723)          | Cosimo III de' Medici (1642-1723)          | Cosimo III de' Medici (1642-1723)  | Cosimo III de' Medici (1642-1723)  |                                    |                                    |  |  |                                             |                                             | Francesco Maria de' Medici (1660-1711)      | Francesco Maria de' Medici (1660-1711)      | Francesco Maria de' Medici (1660-1711)      | Francesco Maria de' Medici (1660-1711)      | Francesco Maria de' Medici (1660-1711)   | Francesco Maria de' Medici (1660-1711)   |                                          |                                          |                                   |                                   |                                   |                                   |                                     |                                     |                                     |                                     |                                     |                                     |                                       |                                       |                                       |                                       |                                       |                                       |  |  |  |  |  |  |  |  |  |  |  |  |  |  |  |  |  |  |  |  |  |  |  |  |  |  |  |  |  |  |  |  |  |  |  |  |  |  |  |  |  |  |  |  |  |  |  |  |

- Gemeinsame Normdatei: 129630403
- International Standard Name Identifier: 0000 0000 1650 9777
- Nationale Bibliotheek van Polen: a0000003645637
- Nederlandse Thesaurus van Auteursnamen: 070634416
- SNAC: w6dr2wq2
- Virtual International Authority File: 42922983
- WorldCat: E39PBJy8vHdm4Pyckd3YbfqxXd